# Damiano Cima
Damiano Cima (Brescia, 13 settembre 1993) è un ex ciclista su strada italiano, professionista dal 2018 al 2022 e vincitore di una tappa al Giro d'Italia 2019.
È fratello maggiore di Imerio Cima, anch'egli ciclista professionista.

## Carriera
Nel 2017, a partire da agosto, diventa stagista della Nippo-Vini Fantini, prendendo parte ad alcune brevi corse a tappe.
Nel 2018 firma il suo primo contratto professionistico proprio con la Nippo, partecipando alla sua prima classica monumento, la Milano-Sanremo, portata a termine in 144ª posizione. Nella seconda parte della stagione ottiene le sue prime vittorie da professionista: una tappa e la classifica generale al Tour of Xingtai e una tappa al Tour of China I.
Nel 2019 partecipa per la prima volta al Giro d'Italia, in cui si mette in luce andando in fuga varie volte; nella 18ª tappa, con partenza da Valdaora e arrivo a Santa Maria di Sala, capitalizza una lunga fuga, in cui si era impegnato con Mirco Maestri e Nico Denz, vincendo in volata su Pascal Ackermann e il resto del gruppo, che lo aveva raggiunto in prossimità dell'arrivo, ottenendo la prima vittoria in un Grande Giro.
Si ritira dall'attività nel marzo 2022, dopo essere rimasto svincolato dalla Gazprom-RusVelo a fine 2021 dopo due stagioni in squadra.
Ha partecipato al Giro d'Italia 2025 come motoregolatore. 

## Palmarès
- 2014 (Team Colpack)

Coppa Caduti Nervianesi
Coppa Collecchio
- 2016 (Viris-Maserati)

Gran Premio Industrie del Marmo
Pistoia-Fiorano
- 2017 (Viris-Maserati)

Coppa San Bernardino
- 2018 (Nippo-Vini Fantini, tre vittorie)

1ª tappa Tour of Xingtai (Xingtai > Yegoumen Réservoir)
Classifica generale Tour of Xingtai
6ª tappa Tour of China I (Qianjiang > Qianjiang)
- 2019 (Nippo-Vini Fantini, una vittoria)

18ª tappa Giro d'Italia (Valdaora > Santa Maria di Sala)
- 2021 (Gazprom RusVelo, una vittoria)

4ª tappa Okolo Jižních Čech (České Velenice > Jindřichův Hradec)

### Altri successi
- 2018 (Nippo-Vini Fantini)

Classifica a punti Tour of Xingtai
- 2019 (Nippo-Vini Fantini)

Premio Fuga Giro d'Italia

## Piazzamenti

### Grandi Giri
- Giro d'Italia

2019: 137º

### Classiche monumento
- Milano-Sanremo

2018: 144º
2020: 144º